# 鈺徳杯台湾女子名人戦
鈺徳杯台湾女子名人戦（ぎょくとくはい たいわんじょしめいじんせん、鈺德盃台灣女子名人賽）は、台湾の女流棋士による囲碁の棋戦。2011年に鈺徳杯全国女子名人職業囲棋選手権戦（鈺德盃全國女子名人職業圍棋錦標賽）として開始。2018年に大森杯女子囲棋プロ名人戦（大森盃女子圍棋職業名人賽）に改編。

## 鈺徳杯全国女子名人職業囲棋選手権戦
- 主催 中国囲棋会
- 協力 台湾棋院、棋城ネット
- 賛助 鈺徳科技
- 優勝賞金 (1期)7万元、(2期)8万元、(3-6期)9万元、(7期)10万元、

### 方式
- 1-3期は6名の総当たり2局ずつのリーグ戦で優勝者を決定。4期は5名の総当たりリーグ戦で、上位4名による変則トーナメント戦。5期は8名による2敗者失格トーナメント戦。
- ルールは応昌期ルール。
- 持時間は各2時間、30秒の秒読み3回。

## 大森杯女子囲棋プロ名人戦
- 主催 (1-5期)大森囲棋文化芸術基金会、(6期-)中国囲棋会
- 共催 (1-5期)中国囲棋会
- 協力 応昌期囲棋教育基金会、台湾棋院、棋城囲棋網
- 協賛 (1-5期)黒木碁石店、(6期-)大森囲棋文化芸術基金会
- 優勝賞金 (1期)11万元、(2期)12万元、(3-5期)15万元（副賞 蛤碁石1式）、(6期)17万元

### 方式
- 8名の棋士による2敗者失格トーナメント戦。決勝戦は変速三番勝負（勝者組優勝者は1勝、敗者組優勝者は2勝で優勝）。
- ルールは応昌期ルール
- 持時間は各2時間、30秒の秒読み3回

## 結果

### 歴代優勝者
鈺徳杯
（リーグ戦優勝者）
- 第1期. 2011年 張正平（7-3、同率の張凱馨、黒嘉嘉との対戦成績により1位）
- 第2期. 2012年 張凱馨（10-0）
- 第3期. 2013年 張正平（8-2）

（トーナメントの優勝者、準優勝者）
- 第4期. 2014年 張凱馨 - 兪俐均
- 第5期. 2015年 張凱馨 - 張正平
- 第6期. 2016年 兪俐均 1-1 楊子萱（勝者組優勝の兪俐均が優勝）
- 第7期 2017年 蘇聖芳 - 楊子萱[1]

大森杯
（優勝者、準優勝者）
- 第1期 2018年 党希昀 1-0 楊子萱[2]
- 第2期 2019年 盧鈺樺 2-0 党希昀[3]
- 第3期 2021年 楊子萱 1-0 白昕卉[4]
- 第4期 2021年 盧鈺樺 1-0 張凱馨[5]
- 第5期 2022年 盧鈺樺 1-0 楊子萱[6]
- 第6期 2022年 盧鈺樺 1-1 楊子萱[7]

### 第1期
- 1. 張正平 7-3
- 2. 張凱馨 7-3
- 2. 黒嘉嘉 7-3
- 4. 蘇聖芳 6-4
- 5. 党希昀 2-8
- 6. 蕭愛霖 1-9

### 第2期
- 1. 張凱馨 10-0
- 2. 党希昀 7-3
- 3. 張正平 5-5
- 4. 蘇聖芳 4-6
- 5. 林虹冰 3-7
- 6. 蕭愛霖 1-9

### 第3期
- 1. 張正平 8-2
- 2. 党希昀 6-4
- 3. 蘇聖芳 6-4
- 4. 張凱馨 5-5
- 5. 兪俐均 4-6
- 6. 蕭愛霖 1-9

### 第4期
- 1次リーグ
  - 1. 党希昀 3-1
  - 2. 張凱馨 3-1
  - 3. 蘇聖芳 2-2
  - 4. 兪俐均 1-3
  - 5. 張正平 1-3
- 準決勝 張凱馨(リーグ2位) 2-0 蘇聖芳(リーグ3位)、兪俐均（リーグ4位) 2-1 党希昀(リーグ1位)
- 決勝戦 張凱馨 2-1 兪俐均

### 第5期
- 勝者組
  - 1回戦 兪俐均 - 楊子萱、張正平- 蕭愛霖、張凱馨 - 白昕卉、蘇聖芳 - 党希昀
  - 2回戦 兪俐均 - 張正平、張凱馨 - 蘇聖芳
  - 決勝 兪俐均 - 張凱馨
- 敗者組
  - 楊子萱 - 蕭愛霖、白昕卉 - 党希昀
  - 蘇聖芳 - 張正平、楊子萱 - 白昕卉
  - 楊子萱 - 蘇聖芳
  - 楊子萱 - 張凱馨
- 決勝戦 兪俐均 - 楊子萱

### 第6期
- 勝者組
  - 1回戦 張凱馨 - 白昕卉，蘇聖芳 - 党希昀，張正平 - 蕭愛霖，兪俐均 - 楊子萱
  - 2回戦 張凱馨 - 蘇聖芳，兪俐均 - 張正平
  - 決勝 兪俐均 - 張凱馨
- 敗者組
  - 白昕卉 - 党希昀，楊子萱 - 蕭愛霖
  - 蘇聖芳 - 張正平，楊子萱 - 白昕卉
  - 楊子萱 - 蘇聖芳
  - 楊子萱 - 張凱馨
- 決勝戦 兪俐均 1-1 楊子萱

## 注
1. ↑  http://www.yigo.org/modules/news/article.php?storyid=5952
2. ↑  http://www.yigo.org/modules/news/article.php?storyid=6387
3. ↑  http://www.yigo.org/modules/news/article.php?storyid=6847
4. ↑  第3屆大森盃全國女子職業圍棋錦標賽決賽戰報2020.9.18
5. ↑  2021年大森盃全國女子職業圍棋名人錦標賽2021.9.24
6. ↑  2022年第五屆大森盃女子職業圍棋名人賽2022.11.25
7. ↑  112年第六屆大森盃全國女子名人職業圍棋錦標賽2023.11.22